# Пауль-Людвіґ Ландсберґ
Пауль-Людвіґ Ландсберґ (нім. Paul Ludwig Landsberg, Бонн, 3 грудня 1901 — концтабір Заксенгаузен, 2 квітня 1944) — німецький філософ єврейського походження.

## Біографія
Пауль народився в Бонні, другий син Ернста Ландсберґа, професора римського права та кримінального права Боннського університету, та Анни Сільверберґ.
Він був провідним представником європейського персоналізму. У підлітковому віці часто відвідував Макса Шелера, учнем якого згодом став, та Романо Гвардіні, тим часом наближаючись до католицизму; у 1928 році отримав кафедру філософії в Боннському університеті.
Він залишив Німеччину в 1933 році з приходом нацизмуу, знайшовши притулок в Іспанії в Барселоні, а потім у Франції в Парижі з приходом до влади Франциско Франко. Там він співпрацював з журналом Еммануеля Муньє «Esprit».
Після нацистської окупації Франції відмовився від пропозиції Жака Марітена втекти до Сполучених Штатів, а згодом був схоплений силами гестапо. Загинув 2 квітня 1944 року в нацистському концтаборі Заксенгаузен. У нього залишилася дружина, Магдалена Гофман, яка згодом вийшла заміж у Швейцарії.

## Твори
- Die Welt des Mittelalters und wir. Ein geschichtsphilosophischer Versuch über den Sinn eines Zeitalters, 1922
- La Edad Media y nosotros, 1925
- Pascals Berufung, 1929
- Einführung in die philosophische Anthropologie, 1934
- Essai sur l'experience de la mort suivi de Le probleme moral du suicide, 1937
- Wesen und Bedeutung der platonishchen Adademie, 1923
- Die Erfahrung des Todes, 1935
- Zur Soziologie der Erkenntnistheorie, 1931